# Natja (vattendrag i Belarus, Minsks voblast, lat 54,14, long 28,92)
Natja (vitryska: Нача) är ett vattendrag i Belarus.   Det ligger i voblasten Minsks voblast, i den centrala delen av landet, 90 km öster om huvudstaden Minsk.
I omgivningarna runt Natja växer i huvudsak blandskog. Runt Natja är det ganska tätbefolkat, med 52 invånare per kvadratkilometer.